# Село-резиденція
Село-резиденція (рум. sat-reședință) - адміністративно-територіальна одиниця Республіки Молдова, що є селом, де розташована сільська (комунальна) рада. Всі комуни мають однойменні назви з назвами сіл-резиденцій.